# 분노의 보안관
분노의 보안관(Silent Rage)은 미국에서 제작된 마이클 밀러 감독의 1982년 액션 영화이다. 척 노리스 등이 주연으로 출연하였다.

## 출연

### 주연
- 척 노리스

### 조연
- 스티븐 퍼스트